# Миза Кумна

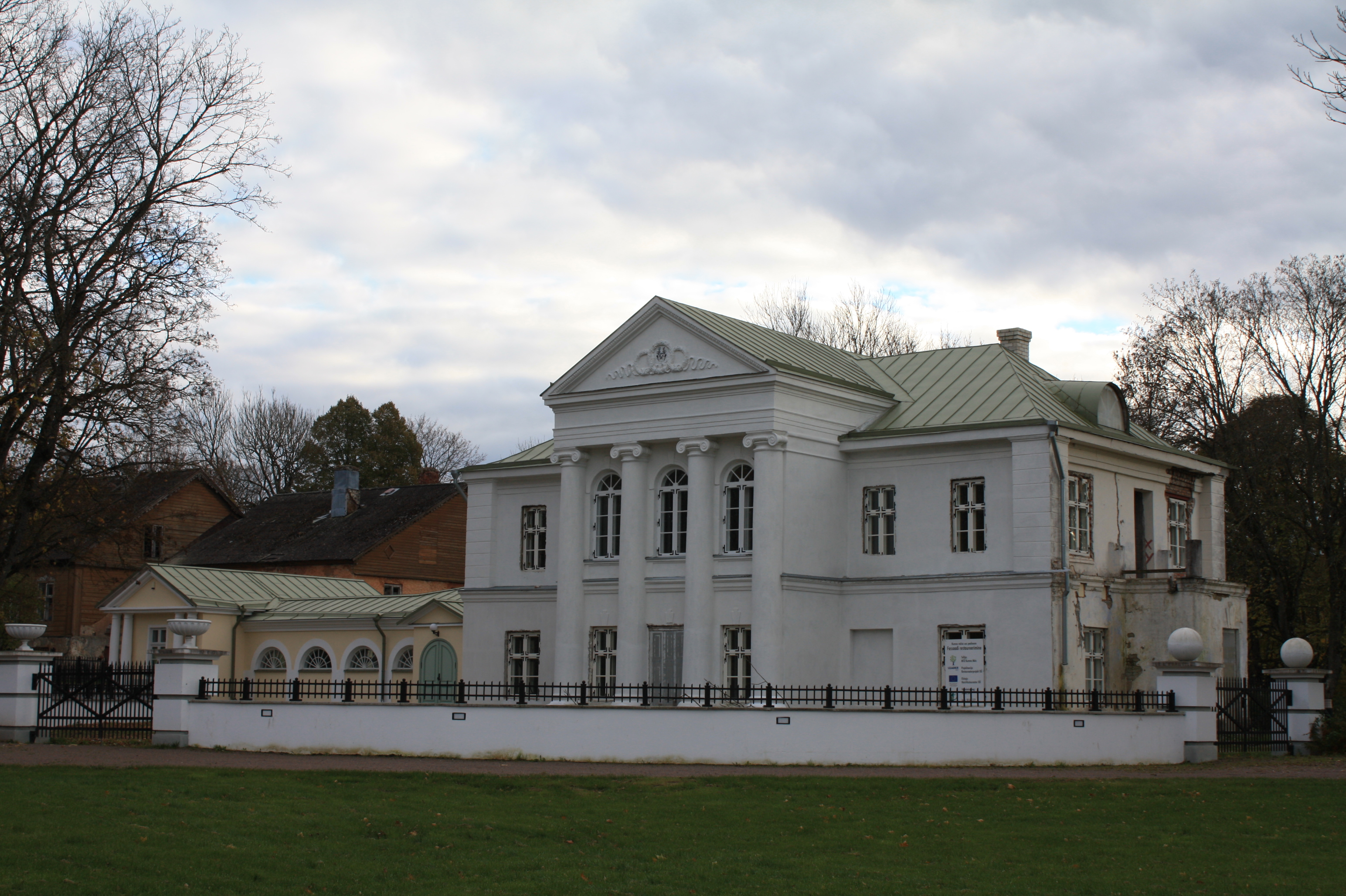

Миза Кумна (ест. Kumna mõis, нім. Kumna) — маєток, знаходиться в селі Кумна на півдні Естонії у волості Гарку, повіт Харьюмаа.

## Історія
Миза була заснована в 1620-х роках. Першим її власником був Йохан Кнопіус (нім. Johan Knopius), за прізвищем якого даний район естонською мовою називався Кнообус.
Помінявши кілька власників, з 1893 р. до кінця епохи миз власником Кумни стала дворянська родина Мейєндорфів (нім. Meyendorff).
Згідно з історичним адміністративним поділом миза належить до Кейласького приходу.

## Архітектура
Старий головний будинок садиби був дерев'яною будовою з високим двосхилим дахом. Будівля була видимо споруджено на початку XVIII століття, але до наших днів вона дійшла перебудованою в XIX столітті. Будівля цікава безліччю дерев'яних прикрас, з яких особливо наличники вікон. У центральній частині фасаду знаходиться невеликий передпокій і в правій частині — кам'яна прибудова.
В 1910 р. на північ від старої будівлі звели новий двоповерховий головний будинок в стилі неокласицизму. Нова будівля характеризується сильно виступаючою центральною частиною, на якій знаходяться чотири колони висотою в два поверхи.
Нову будівлю було повністю завершено в 1920 р., тобто після відчуження мизи, що залишило центральну будівлю в недоторканності.

## Парк
У центральній частині мизи був розбитий великий парк Кумна, який в даний момент є природоохоронним об'єктом.

## Приход
Згідно з історичним адміністративним поділом, миза Кумна відноситься до Кейласького приходу (ест. Keila kihelkond).

## Ресурси Інтернета
- [Архівовано 28 серпня 2012 у Wayback Machine.]